# Шон, Анри-Луи д’Альбер д’Айи
Анри-Луи д’Альбер д’Айи (фр. Henri-Louis d'Albert d'Ailly; 1620 — 31 мая 1653, Шон), герцог де Шон, пэр Франции — французский генерал.

## Биография
Сын Оноре д’Альбера, герцога де Шона, и Клер-Шарлотты д'Айи, графини де Шон.
Был крещен в возрасте четырёх лет 15 июня 1625. Крестным отцом был Людовик XIII, представленный герцогом де Шеврёзом, крестной матерью Мария Медичи, которая тогда находилась в Амьене вместе с Анной Австрийской, сопровождая до границы свою дочь принцессу Генриетту, отправлявшуюся к мужу, Карлу I Английскому. При жизни отца носил титул видама Амьенского.
Патентом от 3 марта 1622 для него был набран пехотный полк, в котором он стал кампмейстером. Этот полк был распущен 14 февраля 1623, восстановлен 17 января 1625, снова распущен в мае 1626 и снова восстановлен 8 июля 1631.
Патентом от 2 июня 1632 Анри-Луи был определён наследником должности губернатора города и цитадели Амьена, принадлежавшей его отцу. Во главе своего полка участвовал в снятии испанской осады Музона в 1639 году.
В 1640 году участвовал в осаде и взятии Арраса. Маршал Шатийон похвалил видама Амьенского в реляции, отправленной кардиналу Ришельё.
В 1641 году участвовал в осадах и взятии Эра, Ла-Басе и Бапома, в 1642-м служил в Пикардийской армии графа д'Аркура, в 1643-м под командованием герцога Энгиенского сражался в битве при Рокруа и участвовал в осадах Тьонвиля и Сирка. 2 июня 1643, после отставки отца, он стал амьенским губернатором. В грамоте о назначении указано, что «видам Амьенский, командующий пехотным полком, засвидетельствовал свою храбрость при осадах Эдена и Арраса, атаке предместий Лилля, осаде Перпиньяна и битве при Рокруа». 13 октября в Париже, после отставки маркиза де Суайекура, был назначен генеральным наместником губернаторства Пикардии, Булонне и отвоеванных областей. Зарегистрирован в этом качестве парламентом 16 ноября.
Кампмаршал (15.11.1643). В 1644 году участвовал в осаде Гравелина и блокаде Ла-Мота, в 1645—1646 годах командовал в Пикардии. Патентом от 10 июля 1647 набрал кавалерийский полк своего имени; в кампанию того года служил при осадах Ла-Басе и Ланса. В 1648 году участвовал в осаде Ипра, битве при Лансе и взятии Фюрна.
В 1649 году в Нидерландах командовал отдельным корпусом в армии графа д'Аркура, 20 сентября в Париже был объявлен наследником принадлежавшего его отцу Овернского губернаторства, и 30 октября унаследовал титулы герцога де Шона и пэра Франции. Отказался от губернаторства в Оверни в пользу кардинала Мазарини и в том же году распустил свой пехотный полк.
Генерал-лейтенант (26.06.1650), служил в этом качестве в войсках маршала дю Плесси при взятии Ретеля 14 декабря и в Ретельском сражении.
15 июля 1650 стал бальи Амьена, 17 марта 1651 был принят в парламенте в качестве пэра Франции.
26 апреля 1651 был назначен командовать собранной под Амьеном дивизией Фландрской армии маршала Омона. 21 мая был направлен в Реймс для принятия командования собранной там дивизией Шампанской армии. Под командованием маршала Лаферте служил при взятии замка Вишери, Мирекура, Водреванжа и Шате-сюр-Мозеля, сдавшегося после 42 дней осады. В августе 1652 передал кавалерийский полк своему брату и умер в следующем году. Был погребен в приходской церкви в Шоне.

## Семья
Жена (3.05.1646): Франсуаза де Нёвиль (1625—11.05.1701), старшая дочь Никола де Нёвиля, герцога де Вильруа, маршала Франции, и Мадлен де Креки, вдова графа Жюста-Луи де Турнона. Третьим браком вышла за Абеля-Жана Винье, маркиза д'Отрива, младшего лейтенанта жандармов Анны Австрийской
Дети:
- Мадлен-Шарлотта (ок. 1649—3.08.1665). Муж (01.1664): Жан-Батист-Гастон де Фуа (ум. 1665), герцог де Рандан. Умерла при родах
- Катрин (ум. 1662)
- дочь (ум. 10.02.1649)

Поскольку у Анри-Луи не было сыновей, герцогский титул унаследовал его брат Шарль.